# Norbert Valis

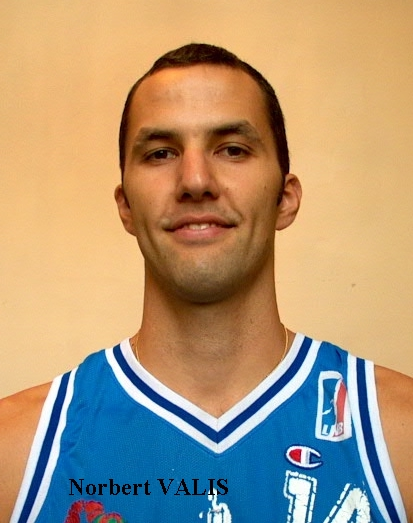
Norbert Valis in der Saison 2002/03

Norbert Valis (* 19. Mai 1971 in Luzern) ist ein ehemaliger Schweizer Basketballspieler.

## Laufbahn
Valis spielte zunächst Basketball beim TV Reussbühl Basket und ging 1988 in die Vereinigten Staaten, wo er bis 1990 an der Hampton High School in Pittsburgh (Bundesstaat Pennsylvania) spielte sowie anschliessend von 1990 bis 1994 an der Princeton University studierte und Basketball spielte. In dieser Zeit bestritt er 41 Partien für die Princeton-Hochschulmannschaft (erste NCAA-Division) und erzielte im Durchschnitt 1,6 Punkte je Begegnung.
1994 kehrte der 2,01 Meter grosse Flügelspieler in sein Heimatland zurück, wo er seine Profikarriere begann. Er spielte bis 1996 bei Fidefinanz Bellinzona, von 1996 bis 1998 bei Momo Basket/Tamoil SAV Vacallo, im Spieljahr 1998/99 bei Fribourg Olympic, von 1999 bis 2001 bei den Lugano Snakes sowie in der Saison 2001/02 abermals in Fribourg. 1995 wurde er mit Bellinzona Schweizer Meister, 1999 mit Fribourg sowie 2000 und 2001 mit Lugano. 1995 und 1996 wurde er mit Bellinzona sowie 2001 mit Lugano Schweizer Cupsieger.
In der Saison 2000/01 spielte er mit Lugano als erster Verein aus der Schweiz in der EuroLeague und bestritt neun Spiele (3,7 Punkte je Begegnung) in diesem Bewerb.
In der Saison 2002/03 stand Valis beim französischen Zweitligisten (ProB) St. Quentin unter Vertrag, im Spieljahr 2003/04 verstärkte er ebenfalls in Frankreich den Erstligisten (ProA) STB Le Havre. Seine Laufbahn musste er aufgrund von Bandscheibenproblemen beenden.
Nach seiner Spielerkarriere engagierte sich Valis zunächst im Vorstand des TV Reussbühl, dann als Vizepräsident und Sportchef des Vereins Swiss Central Basketball in seiner Heimatstadt Luzern. Hauptberuflich wurde er nach seiner Profikarriere als Wirtschaftsprüfer tätig.

### Nationalmannschaft
Valis war langjähriger Schweizer Nationalspieler und nahm mit der Auswahlmannschaft unter anderem an den Ausscheidungsrunden für Europameisterschaften und für die Olympischen Spiele 1992 teil. Seinen höchsten Punktedurchschnitt je Begegnung in einer Ausscheidungsrunde erzielte Valis 1999 mit 15,6 in der Qualifikation für die EM 2001.